# Friedrich Schultz
Friedrich Carl Schultz (Fredrik Schoultz) (født 1709, død 1769 i Stockholm) var en svensk hofmaler.
Schultz var gift med Johan Hofflings enke. Han nævnes som ældresvend i 1740 og blev 1745 mester i det stockholmske malerfag og endelig ældste i faget 1751. Han var en god ven af familien Martin og blev Elias Martins første lærer og det var også gennem Schultz' formidling, at Martin blev ansat af Fredrik Henrik af Chapman som ornamentdesigner ved flåden.